# Solva wegneri
Solva wegneri är en tvåvingeart som beskrevs av Adisoemarto 1973. Solva wegneri ingår i släktet Solva och familjen lövträdsflugor.
Artens utbredningsområde är Moluckerna. Inga underarter finns listade i Catalogue of Life.